# IC 1849
IC 1849 ist eine elliptische Galaxie vom Hubble-Typ E im Sternbild Walfisch südlich der Ekliptik. Sie ist schätzungsweise 361 Millionen Lichtjahre von der Milchstraße entfernt.
Das Objekt wurde am 29. Januar 1897 vom französischen Astronomen Stéphane Javelle entdeckt.